# Klassisk hebraisk
 Der er for få eller ingen kildehenvisninger i denne artikel, hvilket er et problem. Du kan hjælpe ved at angive troværdige kilder til de påstande, som fremføres i artiklen.

Klassisk hebraisk eller bibelsk hebraisk er det hebraiske sprog. Moderne hebraisk er et konstrueret sprog, inspireret af Klassisk Hebraisk, men Moderne Hebraisk har kun en del af ordforådet til fælles med Hebraisk. Betydningen af sprogenes ord overlapper til dels, men kan variere. Moderne Hebraisk har desuden tilføjet bl.a. arabiske og engelske fremmedord. Moderne Hebraisk bruger endvidere en anden grammatik som er inspireret af indoeuropæisk grammatik. Moderne hebraisk er det officielle hovedsprog i Israel. Klassisk Hebraisk derimod, er kendt fra den hebraiske bibel eller Tanakh, som er skrevet på dette sprog. 
Klassisk Hebraisk tales ikke i dag og er på den måde et dødt sprog. Det studeres dog i forbindelse med religiøse studier inden for jødedommen, kristendommen og teologistudierne bl.a på Aarhus Universitet og Københavns Universitet og inden for semitisk lingvistik. Desuden læres sproget i næsten alle offentlige skoler i Israel.[kilde mangler]
Bibelsk hebraisk kan oplæses af alle, som har kendskab til moderne hebraisk, men ikke nødvendigvis forstås. Udtalen er også lidt forskellig. Moderne hebraisk har f.eks. ikke nogen "w"-lyd, og der er færre vokaler.
Forskellene mellem klassisk og moderne hebraisk er dels af grammatisk art, dels har nogle af ordene fået en ny betydning på moderne hebraisk.
I Danmark blev hebraisk udbudt som universitetsfag fra 1537, og på dansk er der blandt andet blevet udgivet en række grammatikker f.eks. Johannes Pedersens "Hebræisk Grammatik" fra 1926, og senest Bibelsk hebraisk grammatik fra 2004 af Dan Enok Sørensen, som underviser i syrisk, arabisk og hebraisk ved Aarhus Universitet.

## Alfabet
Klassisk hebraisk benytter sig af de samme bogstaver som moderne hebraisk. 
Alef א Bet ב Gimel ג Dalet ד He ה Vav ו Zayin ז Het ח Tet ט Yod י Kaf ך כ Lamed ל Mem ם מ Nun ן נ Samekh ס Ayin ע Pe ף פ Tsadi ץ צ Qof ק Resh ר Shin ש Tav ת
Oprindelig var der ikke vokaler i hebraisk, men for nemmere at kunne læse højt på sproget, har man indført vokaler, og derved er de klassisk-hebraiske tekster blevet sjældne at studere i deres originale form, undtaget blandt specielt bibel-interesserede og i Det Mosaiske Trossamfund. 
Nogle vokaler, først og fremst i og u, kan ikke éntydigt klassificeres som korte eller lange ud fra deres repræsentation gennem konsonanttegn og nikkud (vokaltegn) alene.
| Hebraisk | Transkr. | Hebraisk | Transkr. | Hebraisk | Transkr. |
| -------- | -------- | -------- | -------- | -------- | -------- |
| אִ אִי     | ī        | אִ אִי     | i        |          |          |
| אֵ אֵי     | ē        | אֶ אֶי     | e        | אֱ        | ĕ        |
| אָ        | ā        | אַ        | a        | אֲ        | ă        |
| אֹ, אוֹ    | ō        | אָ        | o        | אֳ        | ŏ        |
| אוּ, אֻ    | ū        | אוּ, אֻ    | u        |          |          |

### Shevá
- Shevá nach (stum shevá): Ved shevá nach noterer man ingen vokal. Den stumme shevá findes under en konsonant, som efterfølger én af de korte vokaler. I tillæg findes stum shevá i ordet shtajim.
- Sheva na (lydende shevá): Lydende shevá findes efter ordets første konsonant, efter konsonant med dagesh, efter lang vokal og efter en umiddelbart foregående konsonant med shevá. I disse tilfælde noterer man shevá som -e-:
  - Efter ordets første konsonant: Kedushá, genizá
  - Efter konsonant med dagesh: kiddeshánu, bazzeman
  - Efter lang vokal: soferim, shameru, dibberot
  - Efter foregående konsonant med shevá: yislechu

## Grammatik
Hebraisk er umiddelbart nemmere at gå til end andre klassiske sprog som f.eks. græsk og latin. 
Den bestemte artikel
Den bestemte artikel er meget enkel i forhold til f.eks. klassisk græsk. Den består ganske enkelt af He הָ + fordobling af den førstkommende radikal, såfremt denne ikke er en guttural. 
Gutturale konsonanter kan ikke fordobles: Alef א, Het ח, He ה, og Resh ר. Resh regnes almindeligvis ikke som en sand guttural, men kan alligevel ikke fordobles.
| Sprog | Spire Denne artikel om sprog er en spire som bør udbygges. Du er velkommen til at hjælpe Wikipedia ved at udvide den. |